# Siège de Mombasa
Conflits omano-portugais
Le siège de Mombasa, était une attaque contre la ville portugaise de Mombasa et Fort Jesus par l'armée du souverain Ya'rubid de l'Empire omanais, Saif I bin Sultan, du 13 mars 1696 au 13 décembre 1698.

## Siège
La dynastie Yarubid s'était développée depuis l'expulsion des Portugais d'Oman en 1650. Ils attaquèrent les possessions portugaises en Afrique de l'Est et se livrèrent à la traite des esclaves. En 1660, ils attaquèrent Mombasa pour la première fois, pillant la ville, mais ne purent capturer le fort.
Lorsque les Omanais encerclèrent Fort Jesus en 1696, la garnison se composait de 50 à 70 soldats portugais et de plusieurs centaines d'esclaves africains fidèles. La faim et la maladie déciment la garnison et la population civile qui s'est réfugiée dans le fort. La Reine Fatuma de Zanzibar a envoyé trois boutres remplis de ravitaillement au fort,, mais les boutres ont été capturés et incendiés par les Omanais, forçant Fatuma de s'enfuir à l'intérieur de l'île. Aucun renfort n'est arrivé des Portugais jusqu'à ce que le siège soit levé en décembre 1696, lorsque les forces omanaises ont capturé Fort Jesus et installé un gouverneur omanais, puis ont attaqué Zanzibar, chassé les derniers colons portugais et capturé la reine Fatuma. Fatuma a été emmenée à Oman et y est restée en exil pendant les 12 années suivantes. Pendant son absence, son fils Hassan a pris le titre de Mwinyi Mkuu mais a prêté allégeance et rendu hommage à Oman pour le reste de son règne.
Bientôt les Omanais revinrent et la maladie tua tous les soldats portugais. La défense a été laissée entre les mains de Cheikh Daud de Faza avec dix-sept membres de sa famille, 8 hommes africains et 50 femmes africaines. Des renforts portugais arrivèrent à nouveau les 15 septembre et décembre 1697. Après une nouvelle année de siège, en décembre 1698, la garnison ne comprenait que le capitaine, neuf hommes et un prêtre. La dernière attaque omanaise du 13 décembre a capturé le fort. Sept jours seulement après sa capture, une flotte de secours portugaise est arrivée pour constater la perte du fort. Le siège avait duré près de trois ans. Mombasa restera aux mains des Omanais jusqu'en 1728. Avec ce siège réussi, toute la côte du Kenya et de la Tanzanie avec Zanzibar et Pemba tombe aux mains des Arabes omanais.

## Conséquences
La nouvelle du siège n'atteignit Lisbonne qu'à la fin de 1698, en même temps que la ville se rendit. Alarmé, Le roi Pierre II de Portugal ordonna immédiatement d'organiser un escadron de secours, qui était constitué de 2 navires de ligne et 3 frégates, avec un terço de 950 soldats embarqués,. L'escadron partit du Tage le 25 mars 1699, arrivant à l'île du Mozambique le 15 juillet, où l'on savait que la ville s'était rendue il y a des mois,. L'escadron a navigué vers l'île de Zanzibar, avec l'intention de mettre les pilotes qui les a conduits à Mombasa, mais après avoir échoué à trouver des pilotes, le capitaine-major de l'escadron, Henrique Jacques de Magalhães, a navigué vers Goa, y arrivant en septembre avec 300 soldats de moins, pour cause de maladie, et avec les autres malades,. La nouvelle de la reddition de la ville n'atteignit Lisbonne que le 26 mars 1700, mais le roi Pierre II du Portugal n'abandonna pas, il ordonna d'envoyer un autre escadron en 1700 et 1701, les deux échouèrent, à cause, encore une fois, d'une maladie au sein des troupes.
En 1701, la Vice-roi de l'Inde, António Luís Gonçalves da Câmara Coutinho, organise une escadre constituée de 1 vaisseau de ligne, 2 frégates et par l'escadron du détroit, qui a de nouveau échoué en raison d'une tempête sur la Rivière Mandovi, qui a fait couler les 3 navires. Au même moment, le roi Charles II d'Espagne mourut, reportant la récupération de Mombasa à sine die. Animés par leur succès à conquérir Mombasa et avec l'incapacité montrée par les Portugais pour sa récupération, les Omanais ont commencé à attaquer d'autres possessions portugaises, capturant l'île de Pemba, l'île Kilwa et attaquant l'île de Mozambique ainsi que l'île Salsette.

## Sources
- (pt) Armando da Silva Saturnino Monteiro, Batalhas e Combates da Marinha Portuguesa (1669-1807), Lisbon, Livraria Sá da Costa, 1996 (lire en ligne)
- (en) Charles Ralph Boxer, From Lisbon to Goa, 1500-1750: Studies in Portuguese Maritime Enterprise, London, Variorum Reprints, 1984 (lire en ligne)